# Total Power Exchange
Total Power Exchange (in sigla, TPE) è una locuzione inglese con cui si indica lo scambio totale di potere, fra dominante e sottomesso, in una relazione di dominazione-sottomissione. È una situazione che si verifica per lo più nelle relazioni 24/7, ovvero continuative e perduranti nel tempo. In questo tipo di rapporto, il soggetto dominante ha un controllo pressoché assoluto sulla vita del sottomesso, e può prendere la maggior parte delle decisioni al suo posto, anche senza consultarlo.

## Caratteristiche
La definizione di TPE fu coniata nel 1997 da Steven S.Davis nel newsgroup alt.sex.bondage; secondo Davis si tratta in particolare di una relazione in cui safeword, contrattazioni fra le parti, limitazioni più o meno formalizzate, sono volontariamente escluse in maniera più o meno tassativa, da ambo le parti; il sottomesso accetta che non vi siano impedimenti alla libertà del padrone di esercitare il suo potere e il suo controllo. 
Ovviamente l'istituirsi di una relazione TPE non può in ogni caso escludere l'applicazione delle leggi vigenti; questo pone problematiche piuttosto particolari, perché non è possibile in linea di fatto e di diritto formalizzare in alcun modo un rapporto di questo tipo, che prevede cioè la rinuncia da parte del sottomesso a molte o tutte le libertà previste dall'ordinamento giuridico. Il soggetto dominante resta perciò esposto ad eventuali rivalse legali di fronte alle quali non potrà facilmente eccepire il preventivo accordo fra le parti.
Esiste chi preferisce parlare, anziché di TPE, di APE, ovvero di Absolute Power Exchange: in questo caso si mette ancor più l'accento sull'assolutezza incomprimibile del potere del padrone. In realtà sia l'uno che l'altro termine manifestano in ogni caso un aspetto paradossale: i limiti fisici ed emotivi dei partecipanti, e in particolare dei sottomessi, nonché i limiti morali e legali, rendono impossibile in ogni caso l'esercizio di quel potere assoluto, che pure si reclama.
Nella maggior parte dei casi, tuttavia, questo potere assoluto si manifesta attraverso la rinuncia volontaria al SSC, ovvero a quei principi di sanità, sicurezza e consensualità tipici di molte forme di relazioni BDSM.